# Domaine des Montalais
Pour les articles homonymes, voir Montalais.

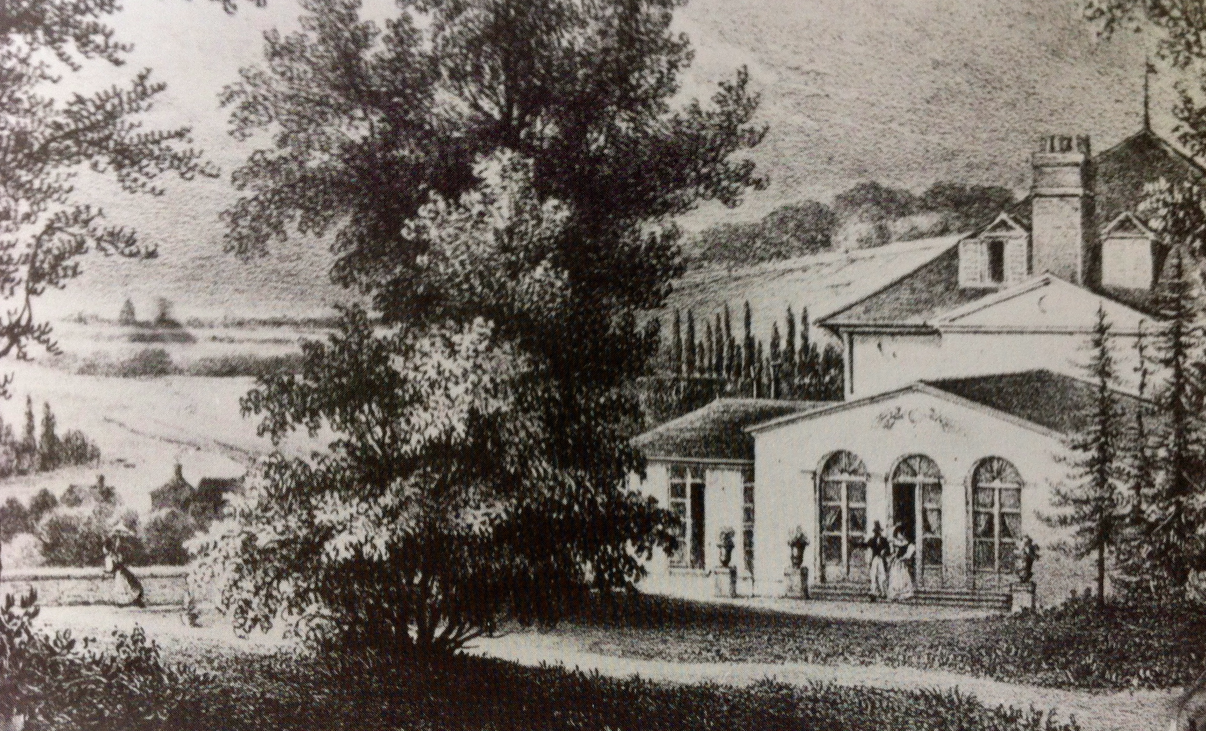
L'hôtel des Montalais (fin XVIIIe siècle ?), musée d'Art et d'Histoire de Meudon.

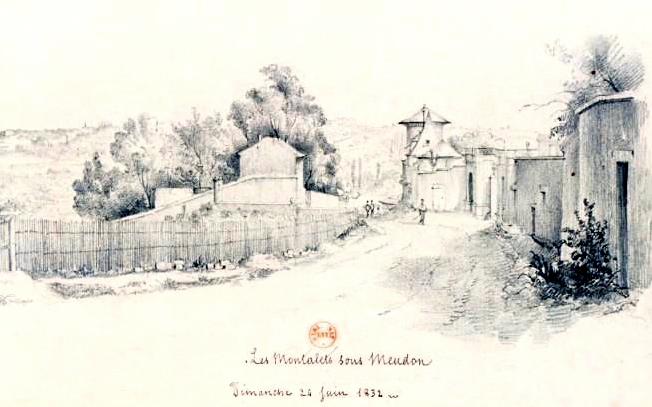
Dessin anonyme de l'hôtel des Montalais en 1832, musée d'Art et d'Histoire de Meudon.

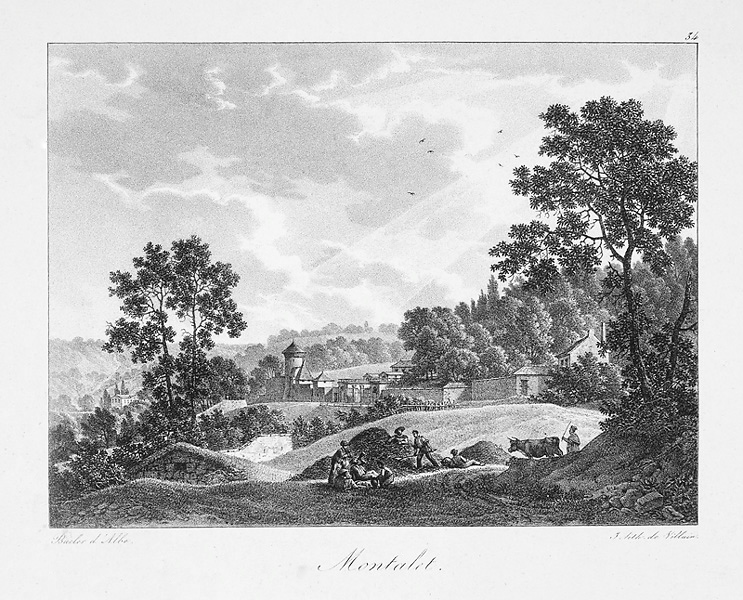
Louis-Albert Bacler d'Albe, Montalet, début du XIXe siècle, lithographie.

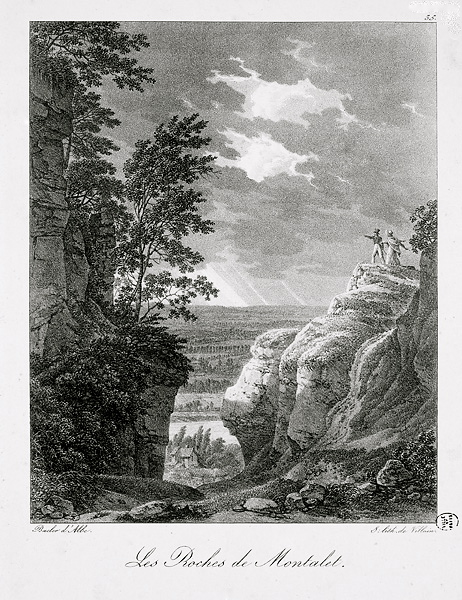
Louis-Albert Bacler d'Albe, Les Roches de Montalet, début du XIXe siècle, lithographie.

Le domaine des Montalais se situait à Meudon dans les Hauts-de-Seine. Il a appartenu à des personnalités célèbres qui prirent le soin de l'agrandir et de l'embellir jusqu'à la fin du Second Empire. Il fut depuis lors progressivement démembré et loti. 

## Origine du nom
Le domaine doit son nom au lieu-dit les Montalais.  On l'appelle d'ailleurs couramment dans le temps : Les Montalais. On retrouve sur le plan cadastral de Meudon de 1816 la délimitation des Montalais : 
- au nord par le Pavé des Gardes ;
- au sud par les Groues ;
- à l'est par les Hautes-Sorrières et les Lampes ;
- à l'ouest par les Renaults.

Ce vaste domaine finit par occuper une grande surface qui se confond presque avec le lieu-dit, d'où la possible confusion.
Déjà à l'époque, ce domaine est parfois écrit « Montalet » au singulier, ou encore « Montalets » au pluriel, à la suite d'une erreur d'orthographe. C'est cette erreur même qui s'inscrira dans le temps pour donner son nom au château des Montalets, propriété construite à côté du domaine des Montalais.

## Historique

### Constitution du domaine
Monsieur Leuthraud qui deviendra le marquis de Beauregard achète en 1796 sous le Directoire, une maison de campagne située sur la route des Gardes, construite par l'architecte Belanger. Cette maison prendra par la suite le nom de l'hôtel des Montalais. Il l'offre à la comédienne, Mademoiselle Lange, qui en fait un lieu de fêtes superbes. Mademoiselle Lange agrandit le domaine par de nombreuses acquisitions de pièces de vignes et de terres. 
Hugues Bernard Maret, duc de Bassano en devient propriétaire et embellit le domaine. Forcé de quitter la France, il vend le domaine à M. Testu, qui le revendra peu de temps après au banquier Jacques Laffitte. En 1819, le domaine est adjugé à Jean-Baptiste Noddler qui prend le soin de l'agrandir par l'acquisition de nouvelles parcelles. Il y restera dix ans avant de le revendre à Eugène Scribe qui lui-même agrandira considérablement le domaine pendant les 24 années où il vivra. Il revend le domaine en 1853 à Louise de Trasegnies d'Ittres, épouse d'Armand Jacques Leroy de Saint-Arnaud.
L'ancien maire de Meudon Louis Eugène Robert semble admiratif du domaine alors détenu par Eugène Scribe. Notons qu'il l'orthographie « Montalet » au singulier, ce qui souligne bien que l'orthographe de ce lieu n'était pas fixe. Il cite par ailleurs le prince de Talleyrand comme propriétaire, ce qui semble une erreur, même si ce dernier vint y dîner la soirée du 19 Brumaire. 

« La verrerie est dominée, à Montalet, par l’agreste propriété de M. Scribe ; des mains de mademoiselle Lange, actrice du Théâtre Français, assez belle pour avoir pu représenter la statue de Pigmalion, elle passa dans celle du prince de Talleyrand qui l’augmenta considérablement ; enfin Maret, le duc de Bassano, acheva de l’embellir pour y recevoir Bonaparte avec pompe. »

— Louis Eugène Robert, Histoire et description naturelle de la commune de Meudon, 1843.

### Lotissement du domaine
Un agent de change, M. Collineau envisage en 1860 le lotissement du domaine des Montalets. Il venait en 1859 de l'acheter à la veuve du maréchal de France, Armand Jacques Leroy de Saint-Arnaud.
Pour le lotissement, Collineau crée l'avenue Scribe qui traverse le domaine et doit faciliter l'accès à la gare de Meudon récemment construite. Le pavillon construit alors à l'entrée de l'avenue existe toujours. 
M. Delhomme, propriétaire du Café Anglais à Paris, acquiert une parcelle du lotissement côté Paris et construit le château des Montalais.
La guerre de 1870 qui met un terme au Second Empire et à sa richesse ralentira le lotissement.
Le XXe siècle sera marqué par un démembrement progressif et continu du domaine. Chaque parcelle étant vendue pour la construction de nouveaux bâtiments représentant à peu près tous les styles architecturaux depuis lors. On construira dans les années 1960, 1970 et 1980 des résidences modernes le long de la route des Gardes qui altéreront la configuration de cet ancien domaine.

## Propriétés remarquables construites sur le domaine
- Hôtel des Montalais, situé à l'actuel 23, route des Gardes, maison qui existe toujours.
- Château des Montalais, aujourd'hui détruit.